# Trenton (Maine)
Trenton es un municipio ubicado en el condado de Hancock, Maine, Estados Unidos. Tiene una población estimada, a mediados de 2021, de 1622 habitantes.

## Geografía
La localidad está ubicada en las coordenadas 44°27′56″N 68°23′27″O / 44.46556, -68.39083 (44.46554, -68.3909). Según la Oficina del Censo de los Estados Unidos, tiene una superficie total de 73.54 km², de la cual 47.11 km² corresponden a tierra firme y 26.43 km² son agua.

## Demografía
Según el censo de 2020, en ese momento había 1584 personas residiendo en Trenton. La densidad de población era de 33.6 hab./km². El 91.41% de los habitantes eran blancos, el 0.69% eran afroamericanos, el 0.88% eran amerindios, el 1.70% eran asiáticos, el 0.76% eran de otras razas y el 4.55% eran de una mezcla de razas. Del total de la población, el 1.20% eran hispanos o latinos de cualquier raza.